# Colangiopancreatografia retrógrada endoscópica
A colangiopancreatografia retrógrada endoscópica (CPRE ou CPER) é um exame de parte do sistema digestivo que inclui a vesícula biliar, o pâncreas e os canais que drenam estes órgãos, bem como o fígado; o pequeno canal da vesícula (ducto cístico) se junta ao ducto que sai do fígado (ducto hepático), confluindo num ducto maior (o colédoco) o qual drena para o intestino delgado (duodeno - 2a porção) através de um orifício, a ampola de Vater. Todos estes ductos são observados, radiologicamente, após introdução de um produto de contraste através da papila de Vater, canulada com um endoscópio de visão lateral, chamado duodenoscópio. O ducto pancreático, que desemboca na mesma topografia do ducto colédoco, ou seja, na papila de Vater, é uma das principais causas de complicação deste exame, visto que sua anatomia, que induz uma fácil canulação, pode levar o paciente a desenvolver pancreatite.
É um exame relativamente demorado, de duração muito variável, a depender da patologia e complexidade do caso. É realizado sempre sob sedação consciente. Envolve equipamentos de raio-x e uso de contraste. Exige na maioria das vezes internação, de pelo menos 24h, após a sua execução. O endoscopista, um médico com treino especial na execução destes exames, vai examinar a vesícula, pâncreas, os canais, irregularidades dos mesmos, cálculos ou tumores.

## Riscos
O principal risco do CPRE é o desenvolvimento de uma pancreatite, que pode ocorrer de 3 a 7% das vezes.